# Tinka und die Königsspiele
Tinka und die Königsspiele (Tinka og kongespillet) ist eine 24-teilige dänische Fernsehserie. Die Fernsehserie ist ein Ableger von Tinkas Weihnachtsabenteuer. Es handelt sich um einen Nordischen Fernsehadventskalender mit 24 Episoden. Die Erstausstrahlung erfolgte vom 1. Dezember bis zum 24. Dezember 2019 auf dem Fernsehsender TV 2 in Dänemark. Vom 8. Dezember bis zum 23. Dezember 2021 soll die Weihnachtsserie auf dem öffentlich-rechtlichen Kinderkanal KiKA gezeigt werden. Die Geschichte soll 2023 mit der Serie Tinka und der Spiegel der Seele fortgeführt werden.

## Handlung
Wichtel Tinka versucht im Wichtelreich ihren Vater, König Storm, zu finden. Dieser sollte Tinka zu seiner Thronfolgerin machen, doch er scheint ums Leben gekommen zu sein. Daher herrscht Chaos im Königreich, das nun keinen Herrscher mehr hat. Nun soll bei den Königsspielen entschieden werden, wer der neue Herrscher des Königreiches wird. Sollten die Wichtel Falke und Grot gewinnen, wollen sie das Königreich aufteilen. Das versucht Tinka zu verhindern. Allerdings muss Tinka bei den Spielen eine Niederlage nach der anderen einstecken und auch das Weihnachtsfest in der Welt der Menschen scheint in Gefahr zu geraten.

## Hintergrund
Tinka und die Königsspiele ist ein Ableger der Fernsehserie Tinkas Weihnachtsabenteuer. In Dänemark wurde die Serie als Fernsehadventskalender täglich vom 1. Dezember bis zum 24. Dezember 2019 auf dem Fernsehsender TV 2 in Dänemark ausgestrahlt. In Deutschland wird die Serie im Dezember 2021 beim KiKA erstausgestrahlt. Das Drehbuch zur Serie wurde von Ina Bruhn, Stefan Jaworski und Flemming Klem verfasst. Christian Grønvall führte die Regie. Zuvor war er in Tinkas Weihnachtsabenteuer als Darsteller des Königs Ketil zu sehen.
Zu dem Fernsehadventskalender wurde außerdem ein Sammelalbum mit mehr als 50 Sammelkarten herausgebracht. Diese konnten in dänischen Supermärkten erworben werden.  Wenn die Zuschauer alle Sammelkarten gesammelt hatten, konnten sie diese gegen eine Wichtelweihnachtsmützen eintauschen. Da die insgesamt 50.000 Wichtelweihnachtsmützen ganz schnell vergriffen waren, wurden sie später für bis zu 500 dänische Kronen (ungefähr 67 Euro) pro Stück über diverse Verkaufsplattformen im Internet verkauft. Zudem gibt es ein Buch zur Fernsehserie, das zusammen mit einem kleinen Bildadventskalender herausgebracht wurde. Das Buch wurde von Flemming Klem geschrieben.
Ein weiterer Ableger von Tinkas Weihnachtsabenteuer mit dem Titel Tinka und der Spiegel der Seele soll im Dezember 2022 im dänischen Fernsehen zu sehen sein. Die Hauptrollen sollen erneut Josephine Chavarria Højbjerg (Tinka) und Albert Rosin Harson (Lasse) spielen. Weiter werden Hadi Ka-Koush (Skir), Ellen Hillingsø (Ingi), Christian Tafdrup (Filias), Neel Rønholt (Nille), Rosita Gjurup (Astrid), Martin Bo Lindsten (Mikkel), Birthe Neumann (Großmutter Maja), Esben Dalgaard (Grot), Jakob Femerling (Birk) und Viilbjørk Malling Agger (Falke) ihre Rollen aus Tinka und die Königsspiele wieder aufnehmen.

## Besetzung und Synchronisation
Die deutschsprachige Synchronisation entstand nach den Dialogbüchern sowie unter der Dialogregie von Guido Kellershof durch die Synchronfirma Level 45 GmbH in Berlin.
| Figur           | Darsteller                 | Deutscher Sprecher  |
| --------------- | -------------------------- | ------------------- |
| Erzähler        | Kasper Leisner             | Wolfgang Wagner     |
| Tinka           | Josephine Højbjerg         | Özge Kayalar        |
| Lasse           | Albert Rosin Harson        | Sebastian Kluckert  |
| Ingi            | Ellen Hillingsø            | Martina Treger      |
| Filias          | Christian Tafdrup          | Sven Gerhardt       |
| Falke           | Viilbjørk Malling Agger    | Sophie Lechtenbrink |
| Aamund          | Peter Gantzler             | Mathias Kunze       |
| Astrid          | Rosita Nellie Holse Gjurup | Juliana Götz        |
| Großmutter Maja | Birthe Neumann             | Nina Herting        |
| Mikkel          | Martin Bo Lindsten         | Felix Spieß         |
| Nille           | Neel Rønholt               | Mareile Moeller     |
| Skir            | Hadi Ka-Koush              | Manalo Palma        |
| Storm           | Troels Lyby                | Otto Strecker       |
| Birk            | Jakob Femerling Andersen   | Dirk Stollenberg    |
| Grot            | Esben Dalgaard Andersen    | Kevin Kraus         |
| Bjergi          | Paw Henriksen              | Sven Fechner        |
| Rimbod          | Anders Hove                | Joachim Kaps        |
| Gitte           | Anne Louise Hassing        | Diana Borgwardt     |
| Pelle           | Laurids Skovgaard Andersen | Marc Bluhm          |
| Urt             | Klaus Hjuler               | Stefan Gossler      |
| Sten            | Bo Thomas                  | Harald Effenberg    |
| Taunus          | Søren Vejby                | Felix Isenbügel     |
| Hilde           | Ulla Vejby                 | Agnes Hilpert       |
| Laxes           | Mikael Birkkjær            | Stephan Rabow       |
| Natmus          | Anna Brynald               | Liza Simmerlein     |
| Lærer Jannik    | Simon Krogh Stenspil       | Guido Kellershof    |
| Olivia          | Liv Leman Brandorf         | Franziska Trunte    |
| Dorte           | Rikke Lylloff              | Leni Leßmann        |
| Stefan          | Carsten Svendsen           | Nic Romm            |
| Nisse           | Sanne Johnson Lund         | Matti Pillmann      |

## Episoden
| Nr. | Deutscher Titel               | Originaltitel           | Erstausstrahlung (DK) | Deutschsprachige Erstausstrahlung (D) | Regie              | Drehbuch                                   |
| --- | ----------------------------- | ----------------------- | --------------------- | ------------------------------------- | ------------------ | ------------------------------------------ |
| 1   | Die Kronprinzessin            | Kronprinsessen          | 1. Dez. 2019          | 8. Dez. 2021                          | Christian Grønvall | Flemming Klem, Stefan Jaworski & Ina Bruhn |
| 2   | Die Ruhe nach dem Sturm       | Stille efter Storm      | 2. Dez. 2019          | 8. Dez. 2021                          | Christian Grønvall | Flemming Klem, Stefan Jaworski & Ina Bruhn |
| 3   | Die Halle der Könige          | Kongernes hal           | 3. Dez. 2019          | 9. Dez. 2021                          | Christian Grønvall | Flemming Klem, Stefan Jaworski & Ina Bruhn |
| 4   | Der Halbmensch                | Halvmenneske            | 4. Dez. 2019          | 9. Dez. 2021                          | Christian Grønvall | Flemming Klem, Stefan Jaworski & Ina Bruhn |
| 5   | Die Gruft der Trolle          | Troldenes krypt         | 5. Dez. 2019          | 10. Dez. 2021                         | Christian Grønvall | Flemming Klem, Stefan Jaworski & Ina Bruhn |
| 6   | Mut des Königs                | Kongens mod             | 6. Dez. 2019          | 10. Dez. 2021                         | Christian Grønvall | Flemming Klem, Stefan Jaworski & Ina Bruhn |
| 7   | Mit neuen Augen               | Med nye øjne            | 7. Dez. 2019          | 13. Dez. 2021                         | Christian Grønvall | Flemming Klem, Stefan Jaworski & Ina Bruhn |
| 8   | Unerwartete Gäste             | Uventede gæster         | 8. Dez. 2019          | 13. Dez. 2021                         | Christian Grønvall | Flemming Klem, Stefan Jaworski & Ina Bruhn |
| 9   | Königliche Stärke             | Kongens styrke          | 9. Dez. 2019          | 14. Dez. 2021                         | Christian Grønvall | Flemming Klem, Stefan Jaworski & Ina Bruhn |
| 10  | Sie oder wir                  | Dem eller os            | 10. Dez. 2019         | 14. Dez. 2021                         | Christian Grønvall | Flemming Klem, Stefan Jaworski & Ina Bruhn |
| 11  | 37 1/2 Hühner                 | 37 1/2 høne             | 11. Dez. 2019         | 15. Dez. 2021                         | Christian Grønvall | Flemming Klem, Stefan Jaworski & Ina Bruhn |
| 12  | Königliche Klugheit           | Kongens kløgt           | 12. Dez. 2019         | 15. Dez. 2021                         | Christian Grønvall | Flemming Klem, Stefan Jaworski & Ina Bruhn |
| 13  | Licht in der Dunkelheit       | Lys i mørket            | 13. Dez. 2019         | 16. Dez. 2021                         | Christian Grønvall | Flemming Klem, Stefan Jaworski & Ina Bruhn |
| 14  | Neue Pläne                    | Nye planer              | 14. Dez. 2019         | 16. Dez. 2021                         | Christian Grønvall | Flemming Klem, Stefan Jaworski & Ina Bruhn |
| 15  | Zurück in der Internatsschule | Tilbage til efterskolen | 15. Dez. 2019         | 17. Dez. 2021                         | Christian Grønvall | Flemming Klem, Stefan Jaworski & Ina Bruhn |
| 16  | Das Schwert und die Feder     | Sværdet og pennen       | 16. Dez. 2019         | 17. Dez. 2021                         | Christian Grønvall | Flemming Klem, Stefan Jaworski & Ina Bruhn |
| 17  | Gebrochene Herzen             | Knuste hjerter          | 17. Dez. 2019         | 20. Dez. 2021                         | Christian Grønvall | Flemming Klem, Stefan Jaworski & Ina Bruhn |
| 18  | Königswahl                    | Kongens valg            | 18. Dez. 2019         | 20. Dez. 2021                         | Christian Grønvall | Flemming Klem, Stefan Jaworski & Ina Bruhn |
| 19  | Falkes Wahl                   | Falkes valg             | 19. Dez. 2019         | 21. Dez. 2021                         | Christian Grønvall | Flemming Klem, Stefan Jaworski & Ina Bruhn |
| 20  | Ingi’s große Entscheidung     | Ingis store beslutning  | 20. Dez. 2019         | 21. Dez. 2021                         | Christian Grønvall | Flemming Klem, Stefan Jaworski & Ina Bruhn |
| 21  | Onkel Fileas                  | Onkel Fileas            | 21. Dez. 2019         | 22. Dez. 2021                         | Christian Grønvall | Flemming Klem, Stefan Jaworski & Ina Bruhn |
| 22  | Das Trollglas                 | Troldeglas              | 22. Dez. 2019         | 22. Dez. 2021                         | Christian Grønvall | Flemming Klem, Stefan Jaworski & Ina Bruhn |
| 23  | Königin der Wichtel           | Nissernes dronning      | 23. Dez. 2019         | 23. Dez. 2021                         | Christian Grønvall | Flemming Klem, Stefan Jaworski & Ina Bruhn |
| 24  | Der Mensch von Søgaard        | Mennesket fra Søgaard   | 24. Dez. 2019         | 23. Dez. 2021                         | Christian Grønvall | Flemming Klem, Stefan Jaworski & Ina Bruhn |

## Nominierungen
Robert (Dänischer Film- und Fernsehpreis)
- 2020: Audience Award (Go' Seerprisen & Cosmo Film)
- 2020: Nominiert für Best Short-Format TV Series (Christian Grønvall, Stefan Jaworski,  Ina Bruhn, Flemming Klem und Sille Sterll)[9]

Svendprisen (dänischer Film- und Publikumspreis)
- 2020: Nominiert als Dänische Schauspielerin des Jahres in einer Fernsehserie (Josephine Højbjerg)[10]